# Giampiero Beltotto
Giampiero Beltotto (Roma, 1954) è un giornalista, autore televisivo e saggista italiano.

## Biografia
Ha studiato presso l'Università Cattolica di Milano e l'Università di Torino, laureandosi in Lettere con una tesi su Clemente Maria Rebora.
Successivamente ha lavorato dal 1982 al 1993 in Rai, approdando alla redazione economica del TG1 e successivamente come inviato per TV7 e il programma “Il Caso” di Enzo Biagi. Ha diretto la Redazione Rai di Venezia ed è stato vicedirettore de L’Indipendente.
Dagli anni 2000, ha lavorato nel campo delle relazioni istituzionali e aziendali, contribuendo a progetti culturali e gestionali. È stato Direttore dell'Ufficio Stampa della Regione Lombardia e Veneto e Direttore della comunicazione del Ministero dell'Agricoltura, dove ha anche ricoperto il ruolo di portavoce del Ministro. Ha svolto la funzione di portavoce del Presidente della Regione Veneto e ha diretto la comunicazione e il marketing del Teatro La Fenice di Venezia. Inoltre, ha ricoperto incarichi presso la Banca Popolare di Vicenza e ha fatto parte dei Consigli di Amministrazione della Fondazione IUAV, dell’Università di Venezia e del Gruppo editoriale Nem. Infine, è stato Presidente della Fondazione del Teatro Stabile del Veneto.
Nel 2024, Beltotto è stato nominato primo Presidente della Fondazione del Teatro Stabile del Veneto su indicazione della Regione Veneto. Ha guidato l’allargamento dei soci del Teatro, che oggi includono la Regione del Veneto, il Comune di Venezia, il Comune di Padova, la Fondazione di Venezia, le Camere di Commercio di Venezia, Padova e Treviso, Assindustria Veneto Est e la Provincia di Padova. Il Teatro Stabile del Veneto è diventato uno dei sette teatri nazionali italiani.
Nel 2025, a Giampiero Beltotto è stato conferito il Premio Franco Enriquez per il teatro nella Categoria Fondazioni e Teatri Stabili – Sezione Presidenza e Direzione, come Presidente della Fondazione del Teatro Stabile del Veneto. La giuria ha riconosciuto la sua capacità di trasformare una realtà teatrale regionale e nazionale in una realtà sempre più europea, con risultati definiti “stupefacenti” sia sul piano artistico che gestionale. Il riconoscimento ha premiato anche le collaborazioni attivate con i Comuni di Vicenza e Verona, il rilancio delle stagioni nei teatri di Venezia, Padova e Treviso, l’internazionalizzazione del Teatro Goldoni in vista delle Olimpiadi Milano-Cortina 2026, e l’attenzione verso l’inclusione sociale e l’innovazione tecnologica attraverso progetti come Teseo – Teatro Scuola.”

## Opere (parziale)
- Ho intervistato il silenzio (1979, Città Armoniosa). Il volume è stato successivamente riadattato come Silenzio amico.
- Onorevole Galateo (2001, Terra Ferma).
- I nuovi poveri (2007, Piemme), scritto con Giancarlo Giojelli.
- Farmacopoli (2008, Piemme), scritto con Giancarlo Giojelli.
- Barbari e digitali (2015, Marsilio).
- La Sfida (2018, Lindau), scritto con Luigi Negri